# Маллохи, Таль
Таль аль-Маллохи (араб. طل الملوحي‎; 4 января 1991, Хомс) — сирийская школьница и блогер, осужденная сирийскими властями по обвинению в шпионаже в пользу США. В феврале 2011 года была приговорена к пяти годам лишения свободы. Арест школьницы вызвал широкий общественный резонанс и массовые акции протеста. Во время заключения признана самой молодой политической заключённой в странах Ближнего Востока.

## Ранние годы
Родилась 4 января 1991 года в городе Хомс.

## Обвинения в шпионаже
По утверждениям сирийских властей, аль-Маллохи якобы передавала секретную информацию о сирийском консульстве в Египте сотрудникам посольства США. Ее действия, как считают власти, помогли осуществить нападения на отделение сирийских спецслужб в Каире 17 ноября 2010 года. Тогда в результате нападения пострадал один из сирийских силовиков. Аль-Маллохи якобы получила вознаграждение за свои услуги. Она признала свою вину в шпионаже. По данным организации Human Rights Watch, Таль аль-Маллохи была арестована в Дамаске еще 27 декабря 2009 года. После ареста в ее доме были проведены обыски, конфискован компьютер, компакт-диски и другие личные вещи. Тогда власти страны не называли причин ареста. Однако сирийские правозащитники связывают арест школьницы с записями в ее блоге. При этом организация сообщает, что дневник аль-Маллохи был посвящен в основном общественным проблемам, а также жизни жителей палестинских территорий, и не содержал критики в адрес режима Башара Асада.
После освобождения тюрьмы Адра 8 декабря 2024 года при захвате повстанцами Дамаска Таль аль-Маллохи вышла на свободу в ту же ночь.